# كريستيان دايفيد
كريستيان دايفيد (بالألمانية: Christian David)‏ هو موظف ديني ‏ ومبشر وشاعر ألماني، ولد في 31 ديسمبر 1690 في Ženklava ‏ في التشيك، وتوفي في 3 فبراير 1751 في هيرنهوت في ألمانيا.